# 弥散量
弥散量或肺扩散容量（Diffusion capacity）是一个测量肺交换气体的能力的指标。它通常是肺功能检查的其中一项指标，在欧洲也被称作“传输系数”（"transfer factor"）。其标准计算公式是通过氧气浓度在肺泡毛细血管膜中的变化率以及肺泡和小泡中氧气的分压来计算：
{\displaystyle D_{L}={\frac {J_{O2}^{*}}{P_{AO2}-P_{aO2}}}}
但实际上氧气分压很难测量，所以一般用一氧化碳作测试气体。